# Campeonato Europeo de Halterofilia de 1965
El XLV Campeonato Europeo de Halterofilia se celebró en Sofía (Bulgaria) entre el 7 y el 13 de junio de 1965 bajo la organización de la Federación Europea de Halterofilia (EWF) y la Federación Búlgara de Halterofilia.

## Medallistas
| Evento  | Oro                                    | Plata                              | Bronce                             |
| ------- | -------------------------------------- | ---------------------------------- | ---------------------------------- |
| 56 kg   | Alexei Vajonin URSS 350,0              | Imre Földi · Hungría · 347,5       | Henryk Trębicki · Polonia · 332,5  |
| 60 kg   | Mieczysław Nowak · Polonia · 365,0     | Rudolf Kozłowski · Polonia · 357,5 | Vasil Petkov Bulgaria 340,0        |
| 67,5 kg | Waldemar Baszanowski · Polonia · 425,0 | Vladimir Kaplunov URSS 425,0       | Zdeněk Otáhal Checoslovaquia 387,5 |
| 75 kg   | Viktor Kurentsov URSS 432,5            | Werner Dittrich RDA 432,5          | Rolf Maier Francia 422,5           |
| 82,5 kg | Alexandr Kidiayev URSS 467,5           | Hans Zdražila Checoslovaquia 460,0 | Norbert Ozimek · Polonia · 445,0   |
| 90 kg   | Louis Martin Reino Unido 485,0         | Anatoli Kalinichenko URSS 465,0    | Petar Tachev Bulgaria 452,5        |
| +90 kg  | Károly Ecser · Hungría · 505,0         | Ivan Veselinov Bulgaria 490,0      | Kurt Stemplinger RDA 475,0         |

1. 1 2 3  Fuerza (kg) + arrancada (kg) + dos tiempos (kg) = TOTAL (kg)

## Medallero
| Núm. | País           | Oro | Plata | Bronce | Total |
| ---- | -------------- | --- | ----- | ------ | ----- |
| 1    | URSS           | 3   | 2     | 0      | 5     |
| 2    | Polonia        | 2   | 1     | 2      | 5     |
| 3    | Hungría        | 1   | 1     | 0      | 2     |
| 4    | Reino Unido    | 1   | 0     | 0      | 1     |
| 5    | Bulgaria       | 0   | 1     | 2      | 3     |
| 6    | Checoslovaquia | 0   | 1     | 1      | 2     |
| 6    | RDA            | 0   | 1     | 1      | 2     |
| 8    | Francia        | 0   | 0     | 1      | 1     |
|      | TOTAL          | 7   | 7     | 7      | 21    |